# Escritura de los Encantamientos Divinos
La Escritura de los Encantamientos Divinos  es el texto clásico chino más antiguo conocido que detalla un apocalipsis.

## Historia
Las primeras partes del libro se remontan a principios del siglo V d. C., y comentarios posteriores dan fe de su origen a principios del siglo IV; es probable que el libro integre tradiciones más antiguas.
Estas tradiciones ofrecían una nueva ruta hacia la trascendencia que era diferente del movimiento religioso de los Maestros Celestiales del que provenían. La Escritura de los Encantamientos Divinos buscaba aclarar la función general de los dioses como “meramente los funcionarios de la burocracia celestial”. También se menciona a Li Hong, un liberador mesiánico que aparece en los caóticos finales de los ciclos temporales para restablecer el orden en el Cielo y la Tierra.
Este texto fue único para su tiempo porque prometía la ayuda de “tropas fantasmales” celestiales para ayudar a los defensores de sus enseñanzas y reconocía la obediencia dinámica y el peligro simultáneo de varios “reyes demoníacos” que también habitaban una versión fantástica del mundo metafísico. Estas características trazan paralelos interesantes con la guerra cósmica y celestial representada en el Libro de Apocalipsis, completando el canon del Nuevo Testamento de la Biblia cristiana. El libro también insta a los taoístas a “convertir asiduamente a los no iluminados” y exige exclusividad escritural para recibir la Escritura de los Encantamientos Divinos.

## Obras citadas
- DeBary; Bloom (1999). Sources of Chinese Tradition 1.
- Seiwert, Hubert Michael (2003). Popular Religious Movements and Heterodox Sects in Chinese History. ISBN 978-9004131460.